# Utamaala
Utamaala, istočna grana Yahgan Indijanaca nastanjenih istočno od današnjeg grada Puerto Williams i na otocoma Isla Gable, Picton, Nueva i Lenox na krajnjem jugu Čilea pred obalom Ognjena Ognjene Zemlje. Po dijalektu su se razlikovali od ostalih yahganskih skupina, Wakimaala, Inalumaala, Ilalumaala i Yeskumaala. Ribari i kanu Indijanci. 